# آنتونی ماندریا
آنتونی ماندریا (انگلیسی: Anthony Mandrea؛ زادهٔ ۲۵ دسامبر ۱۹۹۶) بازیکن فوتبال اهل الجزایر است.
از باشگاه‌هایی که در آن بازی کرده‌است می‌توان به باشگاه فوتبال نیس اشاره کرد.
وی همچنین در تیم ملی فوتبال زیر ۱۸ سال فرانسه بازی کرده‌است.